# لیلینتال (نیدرزاکسن)
لیلینتال (به آلمانی: Lilienthal) یک شهر در آلمان است که در استرهلتس واقع شده‌است. لیلینتال ۱۸٬۱۹۰ نفر جمعیت دارد.

## خواهرخوانده
شهرهای بیلسکو بیاوا و Émerainville خواهرخوانده‌های لیلینتال (نیدرزاکسن) هستند.